# 白老バイパス
白老バイパス（しらおいバイパス）は、北海道白老郡白老町にある国道36号のバイパス道路。車線数は4車線。

## 歴史
- 1983年（昭和58年）：白老バイパス開通[1]。

## 道路施設
- 社台橋（上り：63.54 m、下り：72.70 m）[2]
- 白老大橋（上り：190.20 m、下り：192.20 m）[2][3]
- 風雨別橋（上り：47.90 m、下り：47.90 m）[2]
- オヨロ橋（上り：59.00 m、下り：59.00 m）[2]

## 地理
バイパス道路の約1 kmが太平洋の海岸に近接しており、台風などによって越波が発生することがあるため道路護岸に消波ブロックを設置している。消波ブロックを超える越波が発生する危険性のある場合は、1車線交通規制などを実施する。バイパス道路の開通によって旧道（中央通）沿いの商店街は交通量の減少など大きな影響を受けた。バイパス道路沿いにあるヨコスト湿原は「日本の重要湿地500」に選定されている。

### 交差する道路
- 中央通[8]
- 北海道道388号白老停車場線（駅前通）[8]
- 北海道道86号白老大滝線（川沿通）[8]
- 中央通[8]

## 参考資料
- 沢口二朗; 佐藤貞志『白老大橋の設計施工について』（レポート）土木研究所寒地土木研究所〈昭和57年度技術研究発表会〉、1983年。2017年3月24日閲覧。
- 松浦邦明、西村修一、木村克俊、岡田弘三、窪田和彦、本橋昌志「データ同化によるリアルタイム波浪推定と海岸道路管理への利用の検討」『海洋開発論文集』第23巻、土木学会、2007年、CRID 1390001205205041280、doi:10.2208/prooe.23.1123。